# لم اوریسون

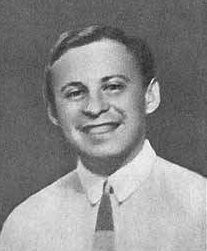
اوریسون ریاضی‌دان روس

در توپولوژی، لم اوریسون (به انگلیسی: Urysohn's Lemma)، بیان می دارد که یک فضای توپولوژیکی نرمال است اگر و تنها اگر هر دو زیرمجموعه بسته مجزای آن را بتوان توسط تابع پیوسته ای جدا کرد.
لم اوریسون را اغلب برای ساخت توابع پیوسته ای با خواص متنوع روی فضاهای نرمال به کار می برند. این لم به طور گسترده کاربرد دارد، چرا که تمام فضاهای متری و تمام فضاهای هاسدورف فشرده نرمال اند. این لم (و معمولاً در اثبات آن به کار می رود) توسط قضیه توسیع تیتز تعمیم پیدا می کند.
این لم را بر اساس نام ریاضیدانی به نام پاول ساموئیلویچ اوریسون نامگذاری کرده اند.